# Hörningsholm
Hörningsholm is een plaats in de gemeente Sundsvall in het landschap Medelpad en de provincie Västernorrlands län in Zweden. De plaats heeft 166 inwoners (2005) en een oppervlakte van 61 hectare. De plaats ligt op het eiland Alnön en grenst aan de Botnische Golf.